# Moderne vijfkamp op de Olympische Zomerspelen 2016
De moderne vijfkamp is een van de sporten die beoefend werden op de Olympische Zomerspelen 2016 in Rio de Janeiro, Brazilië.
Er werden twee onderdelen gehouden, een voor mannen en een voor vrouwen. De wedstrijden vonden plaats op 19 (mannen) en 20 augustus (vrouwen). Het schermen vond plaats in de Arena da Juventude, het zwemmen in Centro Aquático de Deodoro en het paardrijden en hardlopen/schieten in het Estádio de Deodoro.

## Kwalificatie
Zowel bij de mannen als bij de vrouwen konden 36 personen zich kwalificeren voor de Spelen. Gastland Brazilië was automatisch verzekerd van een deelnemer bij zowel de mannen als bij de vrouwen. Van de overige 35 startbewijzen werden er 26 verdeeld via verscheidene toernooien (zowel mondiaal als continentaal), zeven tickets werden op basis van de wereldranglijst van 1 juni 2016 toegewezen en ten slotte werden er twee startbewijzen vergeven door de olympische tripartitecommissie.
| Gastland                                     |                     |         | 1  |    |    |
| UIPM wereldbekerfinale                       | 12-14 juni 2015     | Minsk   | 1  |    |    |
| Aziatisch-/ Oceanische kampioenschappen 2015 | 1-5 juni 2015       | Peking  | 5  |    |    |
| Aziatisch-/ Oceanische kampioenschappen 2015 | 1-5 juni 2015       | Peking  | 1  |    |    |
| Afrikaanse kampioenschappen 2015             | 21-23 augustus 2015 | Caïro   | 1  |    |    |
| Pan-Amerikaanse Spelen 2015                  | 15-16 oktober 2011  | Toronto | 5  |    |    |
| EK 2015                                      | 17-23 augustus 2015 | Bath    | 8  |    |    |
| WK 2015                                      | 28 juni-6 juli 2015 | Berlijn | 3  |    |    |
| WK 2016                                      | 17-23 mei 2016      | Moskou  | 3  |    |    |
| Wereldranglijst                              | 1 juni 2016         |         | 7  |    |    |
| Olympische tripartitecommissie               |                     |         | 2  |    |    |
| Totaal                                       | Totaal              | Totaal  | 36 | 36 | 36 |

## Programma
| Onderdeel | Datum       | Tijd (UTC−3) |
| --------- | ----------- | ------------ |
| Mannen    | 19 augustus | 10:00-19:00  |
| Vrouwen   | 20 augustus | 10:00-19:00  |

## Medailles
| Onderdeel | Goud | Goud             | Zilver | Zilver              | Brons | Brons            |
| --------- | ---- | ---------------- | ------ | ------------------- | ----- | ---------------- |
| Mannen    | RUS  | Aleksandr Lesoen | UKR    | Pavlo Timosjtsjenko | MEX   | Ismael Hernández |
| Vrouwen   | AUS  | Chloe Esposito   | FRA    | Élodie Clouvel      | POL   | Oktawia Nowacka  |

### Medaillespiegel
| Plaats | Land      | NOC    | Goud | Zilver | Brons | Totaal |
| ------ | --------- | ------ | ---- | ------ | ----- | ------ |
| 1      | Australië | AUS    | 1    | 0      | 0     | 1      |
| 1      | Rusland   | RUS    | 1    | 0      | 0     | 1      |
| 3      | Frankrijk | FRA    | 0    | 1      | 0     | 1      |
| 3      | Oekraïne  | UKR    | 0    | 1      | 0     | 1      |
| 5      | Mexico    | MEX    | 0    | 0      | 1     | 1      |
| 5      | Polen     | POL    | 0    | 0      | 1     | 1      |
| Totaal | Totaal    | Totaal | 2    | 2      | 2     | 6      |